# Урва (река)
Урва — река в России, протекает в Нытвенском районе Пермского края. Устье реки находится в 26 км по левому берегу реки Сюзьва. Длина реки составляет 17 км.
Исток реки на Верхнекамской возвышенности у деревни Заполье в 13 км к северо-востоку от села Григорьевское. Река течёт на юг, протекает деревни Пушкари, Таланы, Якинята, Трисаны. Притоки — Старковка, Егоровка, Игнатка (все — левые). Впадает в Сюзьву у села Покровское.

## Название
В основе названия реки, как отмечает А. С. Кривощёкова-Гантман, лежит название одного из пермских родов. В коми-перм. ур (белка) в прошлом — нецерковное имя, родовое прозвание.

## Данные водного реестра
По данным государственного водного реестра России, относится к Камскому бассейновому округу, водохозяйственный участок реки — Кама от Камского гидроузла до Воткинского гидроузла, речной подбассейн реки — бассейны притоков Камы до впадения Белой. Речной бассейн реки — Кама.
По данным геоинформационной системы водохозяйственного районирования территории РФ, подготовленной Федеральным агентством водных ресурсов:
- Код водного объекта в государственном водном реестре — 10010101012111100014134
- Код по гидрологической изученности (ГИ) — 111101413
- Код бассейна — 10.01.01.010
- Номер тома по ГИ — 11
- Выпуск по ГИ — 1